# Cerco de Antioquia (253)
O Cerco de Antioquia de 253 ocorreu durante a segunda expedição do xá Sapor I (r. 240–270) contra o Império Romano. O cerco foi facilitado pela traição de Ciríades, que provavelmente já operava em nome dos persas, e a cidade foi saqueada.

## Antecedentes
Desde 250/251, o xá Sapor I (r. 240–270) estava em operações no Império Romano. Em 252/253, aproveitou o caos que se instaurou no Império Romano nesse momento (guerra civil entre Emiliano, Treboniano, e Valeriano na Itália; espalhar da Praga de Cipriano; luta endêmica contra invasores germânicos no Reno e Danúbio, sobretudo godos e boranos). Ciríades, rebelde que teria seu papel em Antioquia, provavelmente abriu caminho aos persas ao causar tumulto nas províncias orientais, tumulto esse aparentemente mencionado nos Oráculos Sibilinos.
Antioquia aparece na lista de cidades presente na inscrição Feitos do Divino Sapor que alegadamente o xá atacou ao longo da sua segunda expedição contra os romanos. A historiografia foi capaz de reconstruir a expedição a partir da ordem das cidades descritas. A campanha começou na fronteira sul da Síria em Anata e seguiu pelo Eufrates rio acima. No caminho, Sapor tomou as cidades fortificadas Birta de Arupã (atual Creie), Birta de Esforacena (posterior Zenóbia), Sura e Barbalisso, todas na margem direita do rio. Em Barbalisso, derrota os 60 mil romanos, que aparentemente pertenciam apenas ao exército sírio, deixando a província sem defesas e a campanha se transforma em raide de pilhagem. Após Barbalisso, o exército ou parte dele foi ao norte e tomou a rica cidade e templo de Hierápolis. Em seguida, o exército foi dividido em duas metades, uma sob Sapor que penetrou fundo na Síria e a outro que invadiu o norte.
A porção de Sapor marchou para sudoeste, conquistou as cidades de Beroia e Cálcis e marchou ainda mais ao sul, tomando dois grandes centros militares da Síria, Apameia, e Rafaneia. A outra porção tomou Zeugma e provavelmente avançou para tão longe quanto Úrima (atual Halfeti). A expedição setentrional talvez tinha como função evitar que o exército da Mesopotâmia aparecesse na retaguarda de Sapor, permitindo ao xá atacar e capturar as cidades mais ricas e importantes da Síria. Ao passar por Gindaro (atual Jindires) e Larmenaza (atual Armenaza), atacou Selêucia Piéria e então chegou a Antioquia.

## Cerco e rescaldo
Várias são as versões sobre o cerco. Segundo a História Augusta, Ciríades fugiu para junto dos persas e incitou-os a atacar os romanos, primeiro levando Odomates e então o próprio Sapor ao Império Romano. Nessa campanha, auxiliou-os na captura de Antioquia e Cesareia Mázaca e então declarou-se césar. Para João Malalas, Ciríades pertencia ao conselho de Antioquia e após ser expulso pelos cidadãos, foi à Pérsia e prometeu a Sapor que iria trair Antioquia. Sapor voltou com ele, Antioquia caiu aos persas que a saquearam, atormentaram e incendiaram; Ciríades foi decapitado por trair sua cidade natal.

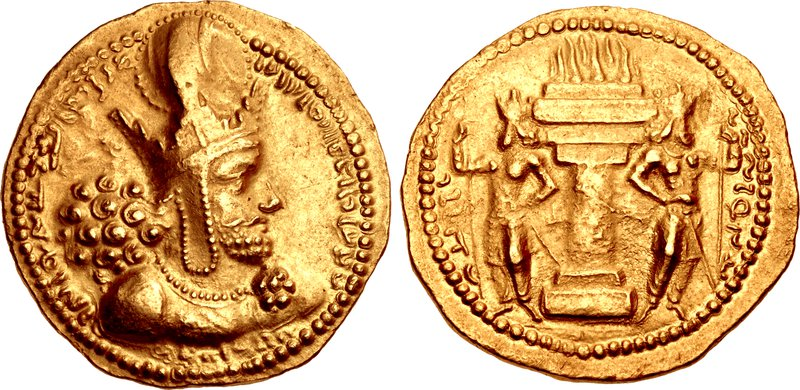
Dinar de Sapor cunhado ca. 244-252/253

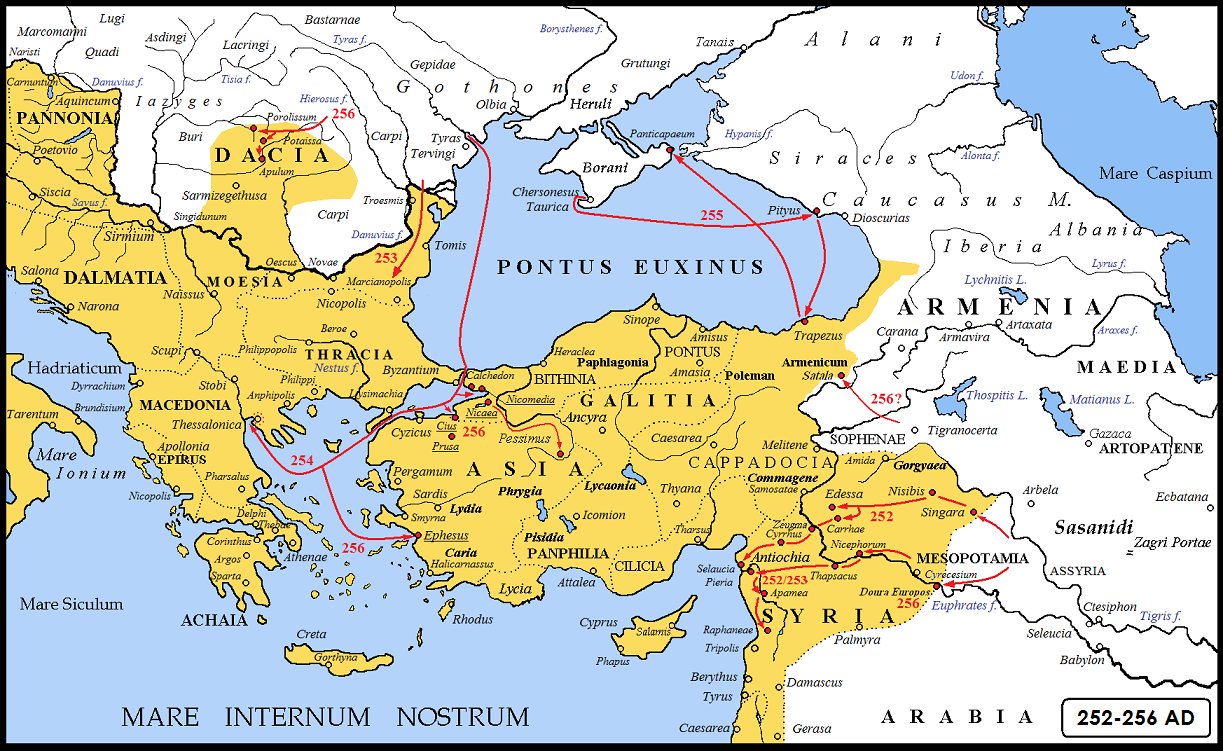
Invasões ao império entre 253-256

Para o continuador anônimo de Dião Cássio, quando Sapor chegou diante de Antioquia com Madiares (Ciríades), acampou cerca de 20 estádios da cidade. As classes respeitáveis da cidade fugiram, mas a maioria da população permaneceu. Libânio, em sua Oração XI, afirma que quando os persas se aproximaram, os ancestrais dos antioquenos do século IV (tempo do autor) mantiveram suas posições, agarrando-se à sua pátria, mais firmemente do que os lacedemônios fazem a seus escudos. Na Oração XXIV, relata que os antioquenos foram atacados enquanto sentados no teatro por arqueiros que ocuparam o topo da montanha. Na Oração XV, afirma que nenhum templo nobre e antigo sobreviveu na cidade por influência dos persas que incendiaram tudo em seu caminho. Na Oração LX, relata que quando os persas tomaram a cidade, Sapor incendiou-a e dirigiu-se a Dafne pronto para incendiar seu templo, quando Apolo aparece diante dele e o fez mudar de ideia. Sapor então jogou longe sua tocha e prestou homenagem ao deus, na crença de que seria melhor para sua reputação preservar o templo e a beleza de sua estátua.
Segundo Amiano Marcelino (XX.11.11), no décimo dia desde o começo do cerco, quando a confiança dos romanos começou a encher a cidade com alarme, foi decidido criar um enorme aríete que os persas, depois de usá-lo antes para subjugar Antioquia, trouxeram de volta e partiram para Carras. Noutra passagem (XXIII.5.3), afirma que o cerco aconteceu quando a cidade, tranquila, assistia a uma peça cômica no teatro. Afirma que a esposa do ator cômico subitamente teria dito: "Estou sonhando ou há persas aqui?". A audiência teria se virado imediatamente e então fugiu para todas as direções tentando evitar os projéteis disparados contra eles. A cidade foi incendiada e alguns cidadãos morreram, que, como é habitual em tempos de paz, andavam descuidadamente, e todos os lugares da vizinhança estavam queimados e devastados. O inimigo, carregado com pilhagem, retornou sem perda para seu próprio país depois de ter queimado Ciríades que tinha perversamente guiado os persas para a destruição de seus concidadãos.
Segundo os Oráculos Sibilinos, quando os persas invadiram, Antioquia foi tomada, pilhada, privada de cidadãos (sua população tornou-se cativa) e destruída. Zósimo, falando do mesmo assunto, afirma sem dar datas que os persas conquistaram a Mesopotâmia e marcharam para tão longe quando a Síria, onde capturaram e destruíram Antioquia e depois mataram muitos residentes da cidade e fizeram muitos prisioneiros. Os edifícios da cidade, públicos e privados, foram destruídos e eles retornaram à Pérsia com imenso butim. Segundo ele, tiveram boa oportunidade de tornarem-se senhores de toda Ásia, mas não o fizeram por estarem satisfeitos com seu grande espólio.